# Campeonato Africano das Nações de 1963
O Campeonato Africano das Nações de 1963 foi a 4ª edição do Campeonato Africano das Nações.
A fase final do torneio foi disputada no Gana, tendo sido alargado a 6 selecções divididas em dois grupos de 3 selecções cada. A final opôs o Gana e o Sudão, os vencedores de cada grupo.

## Primeira fase

### Grupo A
| Equipa  | Pts | J | V | E | D | GM | GS |    |
| ------- | --- | - | - | - | - | -- | -- | -- |
| Gana    | 3   | 2 | 1 | 1 | 0 | 3  | 1  | +2 |
| Etiópia | 2   | 2 | 1 | 0 | 1 | 4  | 4  | 0  |
| Tunísia | 1   | 2 | 0 | 1 | 1 | 3  | 5  | -2 |

| Equipa 1 | Resultado | Equipa 2 |
| -------- | --------- | -------- |
| Gana     | 1 - 1     | Tunísia  |
| Gana     | 2 - 0     | Etiópia  |
| Etiópia  | 4 - 2     | Tunísia  |

### Grupo B
| Equipa  | Pts | J | V | E | D | GM | GS |    |
| ------- | --- | - | - | - | - | -- | -- | -- |
| Sudão   | 3   | 2 | 1 | 1 | 0 | 6  | 2  | +3 |
| Egito   | 3   | 2 | 1 | 1 | 0 | 8  | 5  | +3 |
| Nigéria | 0   | 2 | 0 | 0 | 2 | 3  | 10 | -7 |

| Equipa 1 | Resultado | Equipa 2 |
| -------- | --------- | -------- |
| Egito    | 6 - 3     | Nigéria  |
| Egito    | 2 - 2     | Sudão    |
| Sudão    | 4 - 0     | Nigéria  |

## Finais

### Terceiro lugar
| Etiópia | 0 - 3 | Egito |

### Final
| Gana | 3 - 0 | Sudão |

## Campeão
| Campeonato Africano das Nações de 1963 |
| -------------------------------------- |
| GANA Campeão (1º título)               |